# 圣武盖
圣武盖（法語：Saint-Vougay，法語發音：[sɛ̃ vuɡɛ]）是法国菲尼斯泰尔省的一个市镇，位于该省北部，属于莫尔莱区。

## 地理
圣武盖（48°35'40"N, 4°8'19"W）面积15.1 平方千米，位于法国布列塔尼大區菲尼斯泰尔省，该省份为法国最西部的省份，位于布列塔尼半岛西部，北西南三面环大西洋，东临阿摩尔滨海省和莫尔比昂省。
与圣武盖接壤的市镇（或旧市镇、城区）包括：克莱代尔、朗乌阿尔诺、普卢加尔、普卢内韦-洛克里斯特、普卢泽韦代、圣代里安、特雷夫拉韦南。

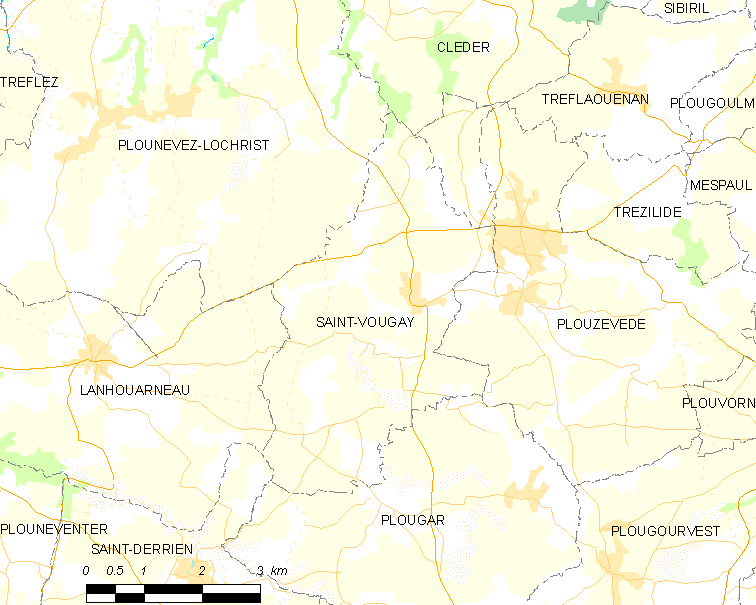
圣武盖的OSM定位图

圣武盖的时区为UTC+01:00、UTC+02:00（夏令时）。

## 行政
圣武盖的邮政编码为29440，INSEE市镇编码为29271。

## 政治
圣武盖所属的省级选区为朗迪维肖县。

## 人口

1962-2008年间圣武盖人口变化图示

圣武盖于2022年1月1日时的人口数量为879人。